# Eldgjá
Eldgjá – krater wulkaniczny, szpalta wulkaniczna zwana Szczeliną ognia znajdująca się na Islandii. Powstała ok. 2 tys. lat temu. Głębokość do 140 m, szerokość do 500 m.
W 934 roku miała tam miejsce erupcja, która pod względem ilości wylanej lawy przewyższa nawet erupcję wulkanu Laki z lat 1783–1784.